# Wutai Shan
De Wutai Shan (Chinees: 五台山, pinyin: wǔtáishān) is een bergmassief in de Volksrepubliek China, dat in zijn geheel als een van de vier heilige boeddhistische bergen van China geldt (de andere drie zijn Emei Shan, Putuo Shan en Jiuhua Shan). De Wutai Shan vormt het noordelijke en hoogste deel van de Taihang Shan, een gebergte dat de Noord-Chinese laagvlakte scheidt van het Lössplateau van Shanxi. Boeddhisten komen naar de vele tempels in de Wutai Shan voor bedevaart.

## Geografie
De Wutai Shan ligt in het noordoosten van de provincie Shanxi. Het gebergte is honderd kilometer lang en is naar de vijf bergtoppen rondom het dorp Taihuai genoemd. De hoogste top is noordpiek van 3058 meter hoog (Beitaiding) en tevens de hoogste top in Noordoost-China. Omdat de temperaturen in de zomer rond de 9 °C liggen, wordt de hij ook wel de Koude Berg genoemd.

## Betekenis voor het boeddhisme
Wutai Shan is een van de vier belangrijkste Chinese bergen in het boeddhisme. Rondom Taihuai bevinden zich veel boeddhistische tempels en kloosters. Chinese keizers reisden naar het gebergte. Beroemde tempels zijn onder andere de Foguangtempel en de Nanchantempel die met zijn beroemde grote hal een van de oudste bouwwerken van China is.
De kloosters aan de Wutai Shan hadden een dusdanig grote betekenis, dat er afbeeldingen werden gevonden op fresco's die op 1600 km afstand in Dunhuang werden gevonden in grotten waar nabij ook de manuscripten van Dunhuang waren aangetroffen. De dertiende dalai lama bracht hier tijdens zijn reis naar Peking in 1908 vijf maanden van zijn tijd door.

### Verblijfplaats van Manjusri
Wutai Shan wordt door boeddhisten geëerd als de verblijfplaats van de Bodhisattva van Wijsheid Manjushri. Gautama Boeddha zou volgens een legende vanuit India geel licht naar de berg Wutai Shan hebben gestraald, waarna zich daar Manjusri manifesteerde. Manjusri verbreidde vervolgens de boeddhistische leer in China.
Een ander verhaal is dat de bezoeker, vanaf een bergtop neerkijkend op het wolkendek, daar van tijd tot tijd de schaduw van Manjushri's gestalte meent waar te nemen. De plek wordt daarom Manjushri's graf genoemd. De bodhisattva wordt zowel geëerd door het tantrische boeddhisme zoals dat in het noorden van China en in de Himalayas leeft, als door het Chinese zen (chan) dat hem graag ziet als presiderend over de meditatieruimte.

## Belangrijke tempels
- Nanshantempel: Jiletempel, Shandehal, Youguotempel.
- Xiantongtempel
- Tayuantempel
- Pusadingtempel

Andere belangrijke tempels op de Wutai Shan:
- Shouningtempel
- Bishantempel
- Puhuatempel
- Dailuo Ding
- Qixiantempel
- Shifang Tang
- Shuxiangtempel
- Guangzongtempel
- Yuanzhaotempel
- Guanyingrot
- Longquantempel
- Luomuhoutempel
- Jingetempel
- Zhenhaitempel
- Wanfo Ge
- Guanhaitempel
- Zhulintempel
- Jifutempel
- Gufotempel, etc.

tempels vlak bij Wutai Shan:
- Yanqingtempel
- Nanchantempel
- Mimitempel
- Foguangtempel
- Yanshantempel
- Zunshengtempel
- Guangjitempel, etc.

## Galerij

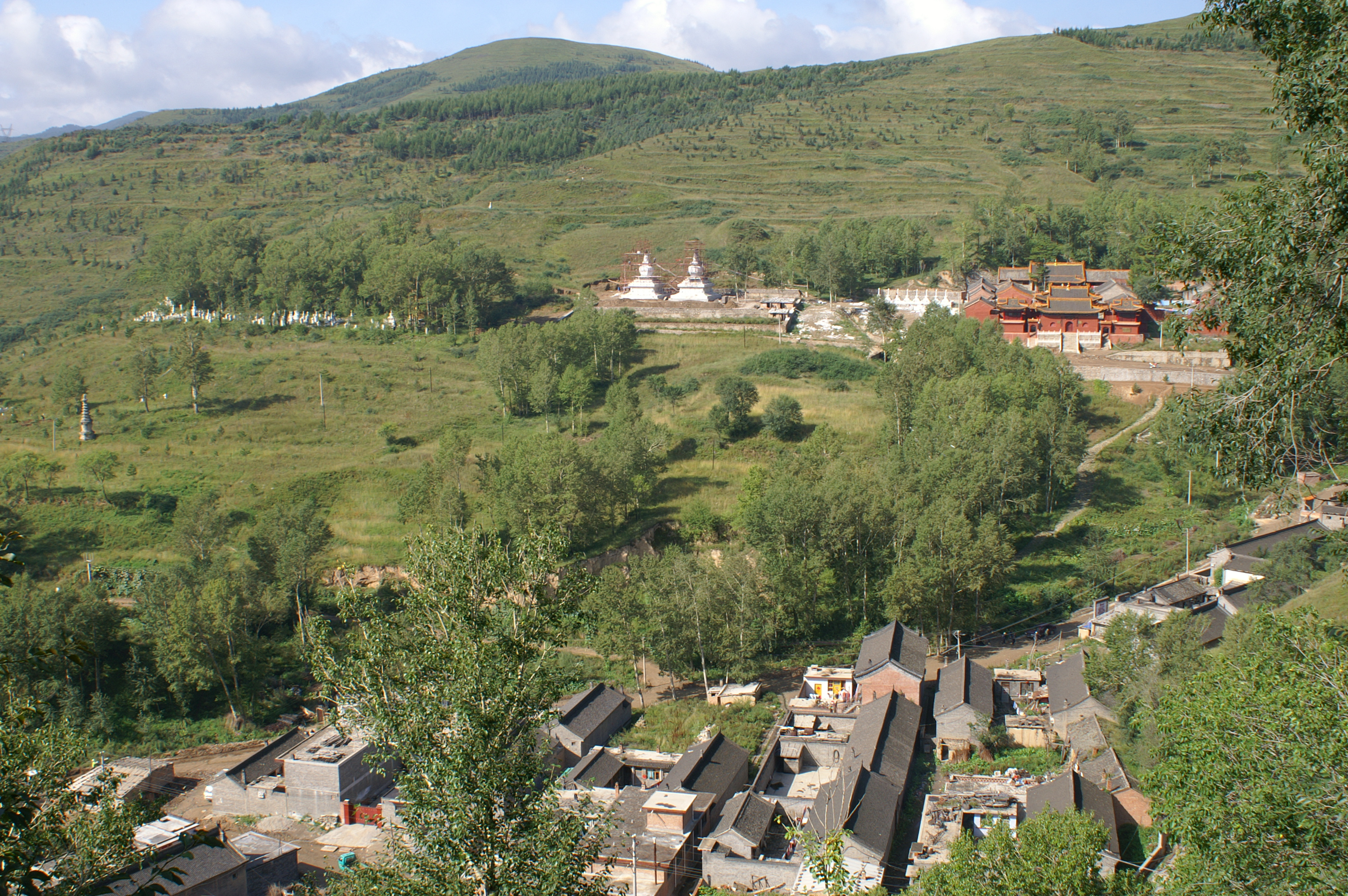
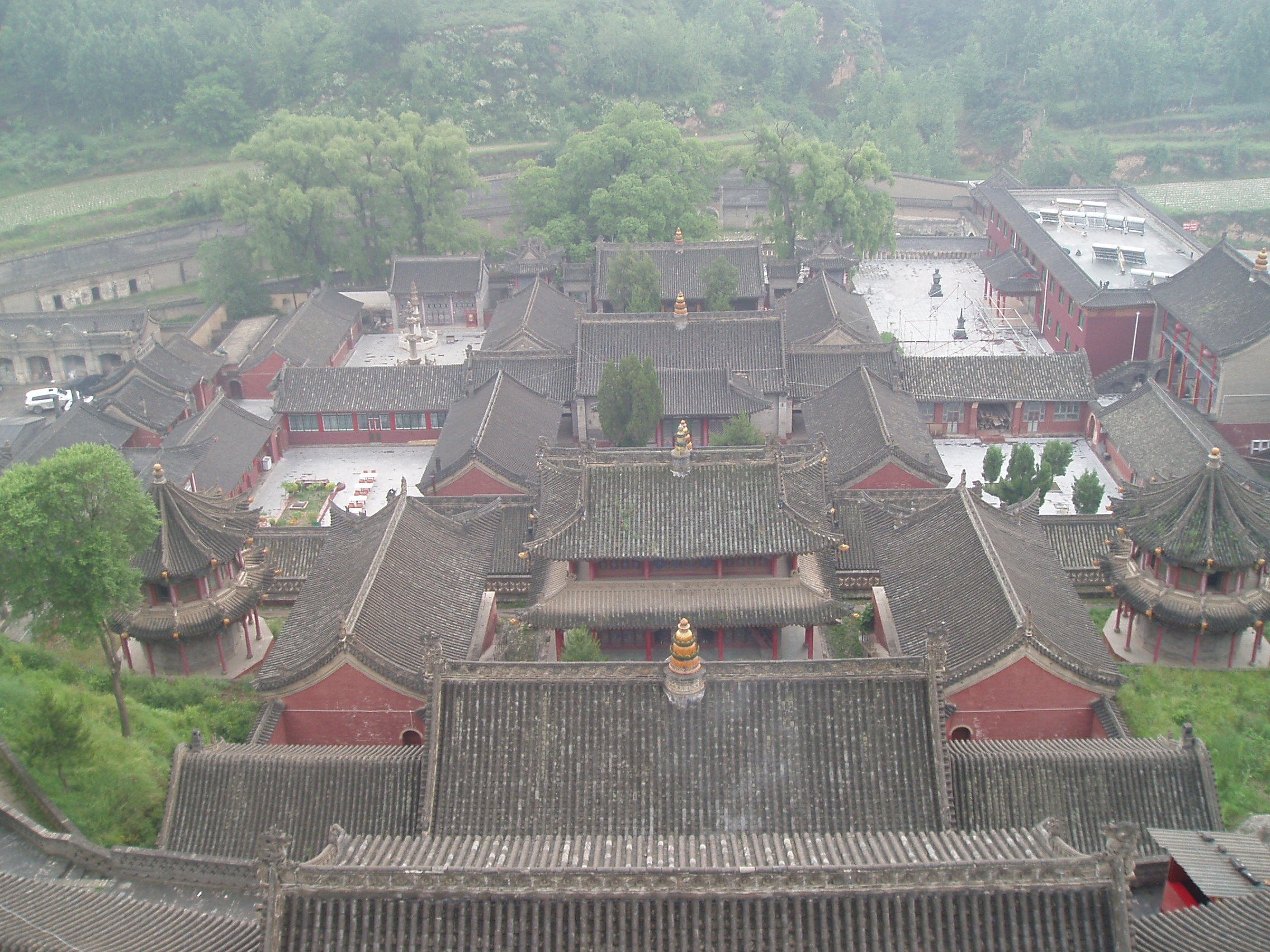
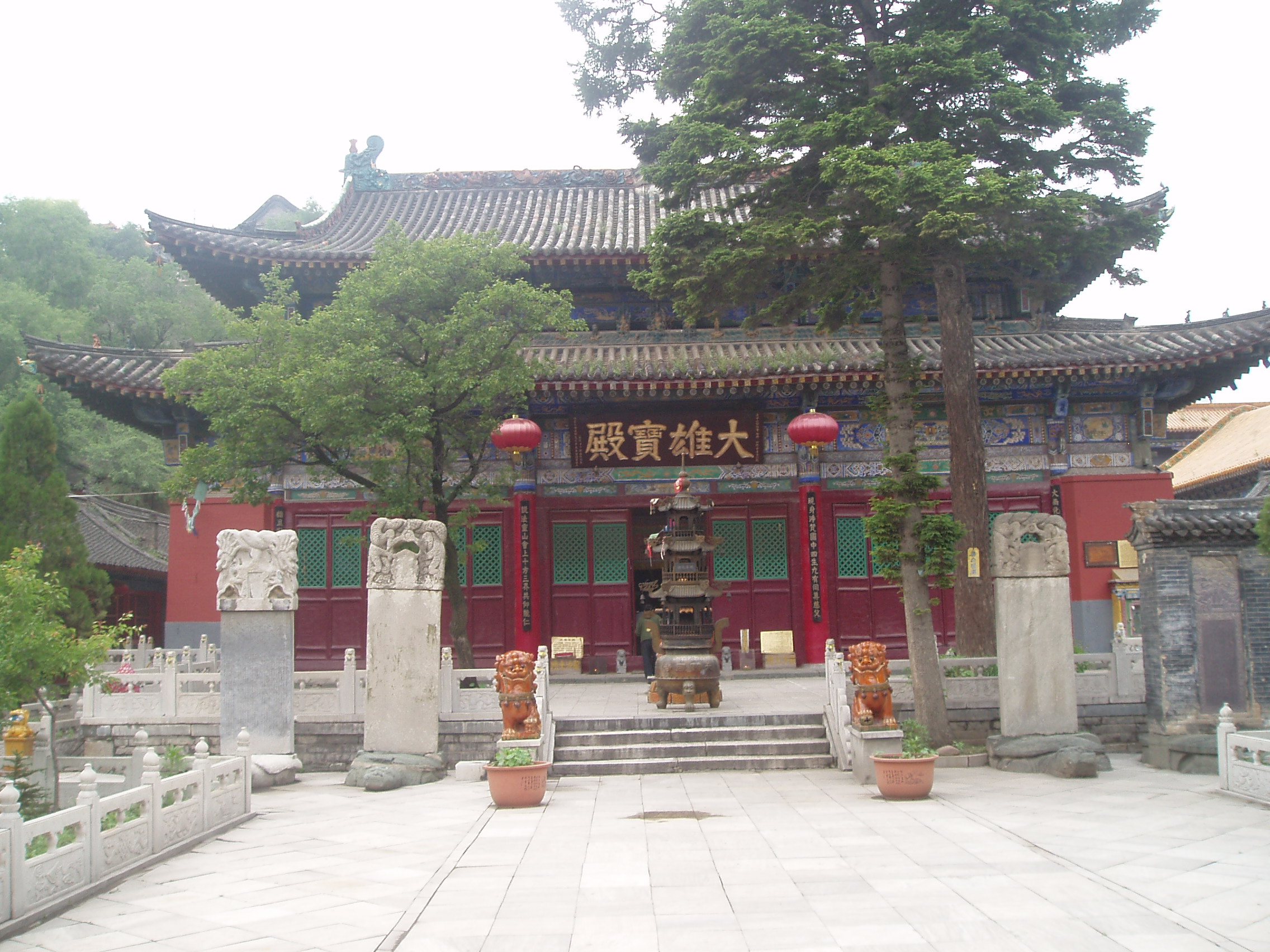
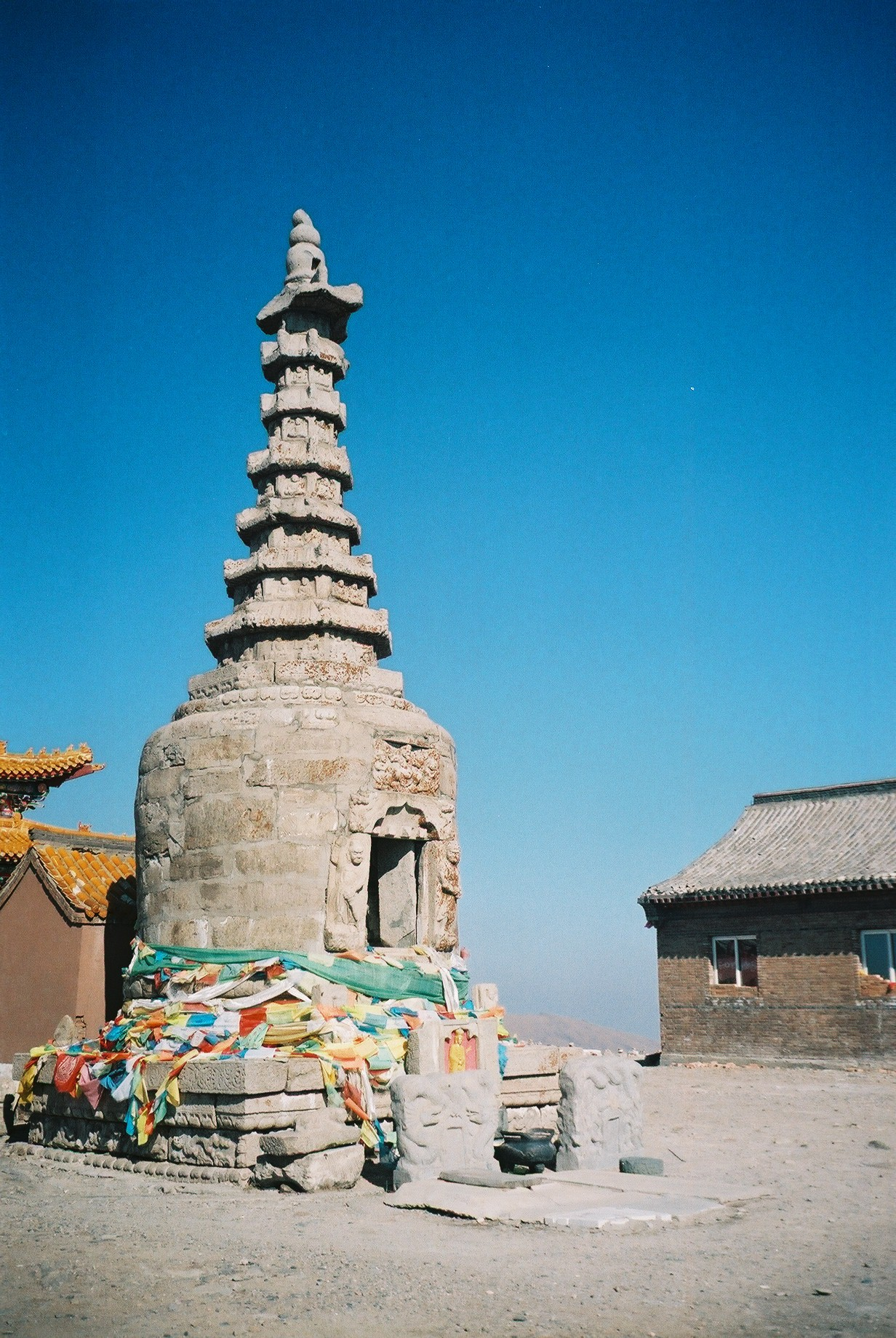

Chinese Muur · Heilige berg Taishan · Verboden Stad · Paleis van Mukden · Mogaogrotten · Mausoleum van de eerste Qin-keizer · Vindplaats van de Pekingmens in Zhoukoudian · Berglandschap van Huang Shan · Jiuzhaigou-vallei · Huanglong · Wulingyuan · Bergresidentie en afgelegen tempels van Chengde · Tempel en begraafplaats van Confucius en het huis van de familie Kong in Qufu · Oud gebouwencomplex in de Wudangbergen · Historisch ensemble van het Potala-paleis in Lhasa · Jokhangtempel · Norbulingkatempel · Nationaal park Lushan · Landschap rond de berg Emei, inbegrepen het gebied van de Grote Boeddha van Leshan · Oude stad Lijiang · Oude stad Pingyao · Suzhou · Zomerpaleis, een keizerlijke tuin in Peking · Tempel van de hemel, een keizerlijk offeraltaar in Peking · Rotssculpturen van Dazu · Wuyigebergte · Oude dorpen in zuidelijk Anhui - Xidi en Hongcun · Keizerlijke paleizen van de Ming- en Qing-dynastieën in Peking en Shenyang · Grotten van Longmen · Qingcheng en Dujiangyan-irrigatiesysteem · Grotten van Yungang · Beschermd gebied van drie parallelle rivieren in Yunnan · Hoofdsteden en graven van het oude koninkrijk Koguryo · Historisch centrum van Macau · Reservaten van de reuzenpanda in Sichuan · Yinxu · Diaolou en dorpen in Kaiping · Zuid-Chinese karstlandschap · Tulou in Fujian · Nationaal park Sanqingshan · Wutai Shan · Cultuurlandschap van het Westelijke Meer van Hangzhou · Tian Shan in Xinjiang · Cultuurlandschap van rijstterrassen van de Hani in Honghe · Het Grote Kanaal · Zijderoute: het wegennetwerk van de Chang'an-Tiensjancorridor · Sites van de Tusi · Cultuurlandschap met rotstekeningen van Zuojiang Huashan · Hubei Shennongjia · Qinghai Hoh Xil · Gulangyu: een historische internationale nederzetting · Fanjingshan · Archeologische ruïnes van de stad Liangzhu · Trekvogelreservaten langs de kust van de Gele Zee en de Golf van Bohai · Quanzhou
- Nationale Bibliotheek van Israël: 987007546460905171
- Virtual International Authority File: 315128200